# Грабовский, Хенрик
Хенрик Грабовский (пол. Henryk Grabowski; 19 октября 1929, Челядзь — 3 марта 2012, Челядзь) — польский спортсмен, прыгун. Выступал на летних Олимпийских играх 1952 и 1956 годов.

## Биография
Хенрик Грабовский родился 19 октября 1929 года в городе Челядзь в Польше в семье Антония и Ксаверы Короходзюк.
В 1952 году он дебютировал на летних Олимпийских играх в Хельсинки, где занял 21-е место с результатом 6.77. Четыре года спустя, в Мельбурне, он выиграл отборочный раунд, преодолев дистанцию 7.52 метра. В финале, несмотря на травму, он сумел занять 10-е место, показав результат 7.15 метра.
В 1957 году Грабовский установил новый рекорд в прыжках в длину среди мужчин на III Международных играх молодёжи, проходивших в рамках VI Всемирного фестиваля молодёжи и студентов в Москве, показав результат 7.46 метра. Также он занял второе место в эстафете 4х100 метров вместе с Марианом Фойком, Яном Яжембовским и Зеноном Барановским, завершив забег с временем 40.8 секунды.
Выиграл бронзовую медаль в прыжках в длину на чемпионате Европы по лёгкой атлетике 1958 года. За время своей карьеры он улучшал рекорд Польши восемь раз, показав наилучший результат — 7.81 м.
Умер 3 марта 2012 года.